# Mahmoud Javadipour

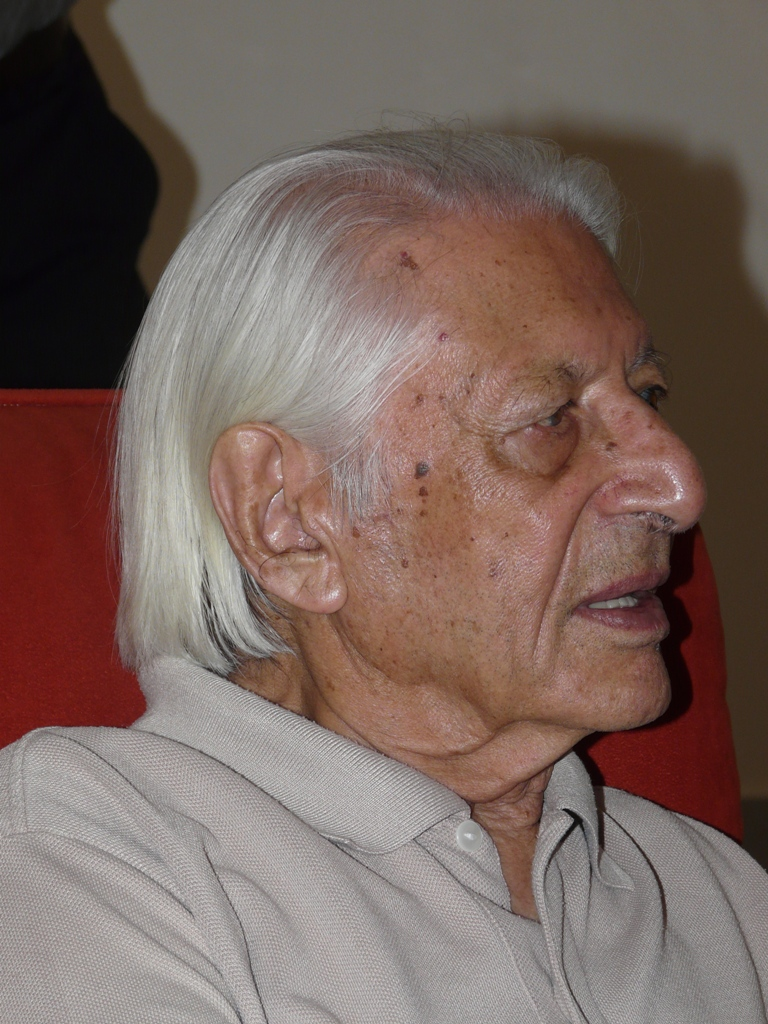
Mahmoud Javadipour, 2012

Mahmoud Javadipour (* 8. September 1920 in Teheran; † 27. November 2012 in München) war ein persischer/iranischer Maler, Grafiker, Illustrator, Kalligraph, Pädagoge, Kunstprofessor und Lehrbuchautor. 

## Wirken
Javadipour war einer der Pioniere der modernen Kunst im Iran. Er gründete zusammen mit seinen Kollegen Hossein Kazemi, Ahmad Esfandiari und seinem Freund Houshang Adjoudani im Jahr 1949 ein Kunst- und Kulturforum namens „Apadana“ in Teheran, die erste Galerie seiner Zeit im Iran. 
Er wurde vor allem durch seine Werke in den Bereichen Ölmalerei, Druckgrafik und Logodesign bekannt. Javadipour ist einer der Väter der Modernen Graphik im Iran. Er hat von den 1950ern bis in die 1970er Jahre viele Firmenlogos und Illustrationen für diverse Zeitschriften kreiert (z. B. die Logos für den nationalen iranischen Ölkonzern, Kharazmi Verlag, Encyclopædia Iranica usw.)

## Leben
Sein Schulabschluss absolvierte er an der deutsch-iranischen technischen Schule in Teheran. Im Jahre 1947 beendete er sein Studium der Malerei an der Kunstakademie der Teheraner Universität. Danach reiste er als der erste ausländische Kunststudent nach dem Zweiten Weltkrieg nach Deutschland und setzte sein Studium der bildenden Künste an der Münchner Kunstakademie im Atelier von Charles Crodel fort. Javadipour wurde von den Kunstrichtungen Impressionismus, Expressionismus und dem Bauhaus geprägt, verstand jedoch seine neue Sichtweise mit der Kunst seiner Heimat zu verbinden. Somit konnte er die iranische Kunst beeinflussen.   
Mahmoud Javadipour war das zweite Kind seiner Eltern und hatte drei Geschwister.